# Елия Зенона
Елия Зенона (на латински: Aelia Zenonis; † 476/477) е византийска императрица, съпруга на император Флавий Василиск.

## Произход и брак
Произходът на Елия Зенона не е известен. Тя се омъжва за Флавий Василиск, брат на императрица Елия Верина, съпругата на император Лъв I (457 – 474). Елия Зенона и Флавий Василиск имат един син – Марк.

## Императрица
Василиск успява да се добере до властта през 475 г., възползвайки се от непопулярността на император Зенон, „варварския“ приемник на Лъв I, и от организирания от Елия Верина заговор, който принуждава Зенон да избяга от Константинопол. На 9 януари 475 г. Василиск е обявен за император, а Елия Зенона е обявена за негова Августа. Скоро след това синът на Елия Зенона е обявен за цезар, а по-късно и за Август, т.е за съимператор на Василиск. В чест на Елия Зенона е отсечена нова емисия от златни и бронзови монети.
Елия Зенона и съпругът ѝ активно подкрепят монофизитите противно на масово възприетата Халкедонска вяра и оттеглят държавната подкрепа за официалната църква.
Един пасаж от лексикона Свидас се споменава, че Елия Зенона си намира любовник – един племенник на съпруга ѝ на име Армат. Благодарение на августата Армат успява да се издигне до най-високите длъжности в двора, получавайки титлата magister militum praesentialis и консулско звание през 476 г.

## Детронация
Поради неспособното си управление Василиск бързо губи подкрепата на повечето си привърженици. Зенон, който продължил живота си на исаврийски вожд в своите родни владения, започва да набира сили за връщането си на власт. Василиск изпраща срещу него своя военачалник Ил, който обаче преминава на страната на Зенон, заедно с когото предприема поход към Константинопол. Срещу двамата Василиск изпраща всички налични войски начело с Армат, който да се противопостави на напредващата армия от исаври. Със съблазнителни обещания Зенон убеждава Армат да предаде господаря си. Армат избегнал маршрута, по който Зенон напредва, и тръгва към Исаврия по друг път. Това предателство решава съдбата на Василиск.
През август 476 Зенон обсажда Константинопол. Сенатът отваря градските порти на Исаврянина, позволявайки на сваления император да си възвърне трона. Василиск търси убежище в една църква, но е предаден. След като получава гаранции от Зенон за живота си и за безопасността на семейството си Василиск се предава и на своите преследвачи, а след това предава съпругата си и сина си.
По заповед на Зенон Василиск, Елия Зенона и Марк са изпратени в една крепост в Кападокия, където са затворени в празна цистерна за вода, в която те умират от глад.